# Pehr Andreasson
Pehr Teodor Andreasson, (i riksdagen kallad Andreasson i Tunge), född 7 maj 1844 i Ytterby socken, Göteborgs och Bohus län, död 16 maj 1901 i Ytterby församling, var en svensk lantbrukare och riksdagsman.
Andreasson var verksam som lantbrukare, nämndeman och kommunalpolitiker i Ytterby. I riksdagen var han ledamot av andra kammaren 1894–1899 för Inlands domsagas valkrets. Som politiker representerade Andreasson Lantmannapartiet. Vid andrakammarvalet 1899 erhöll han 351 röster i valkretsen och förlorade därmed sin riksdagsplats till Johan Larsson i Presstorp som fick 382 röster. I riksdagen skrev han sju egna motioner bland annat om skattefrågor, lån, om införseltull på tegel, samt om anläggning och förbättring av vägar.

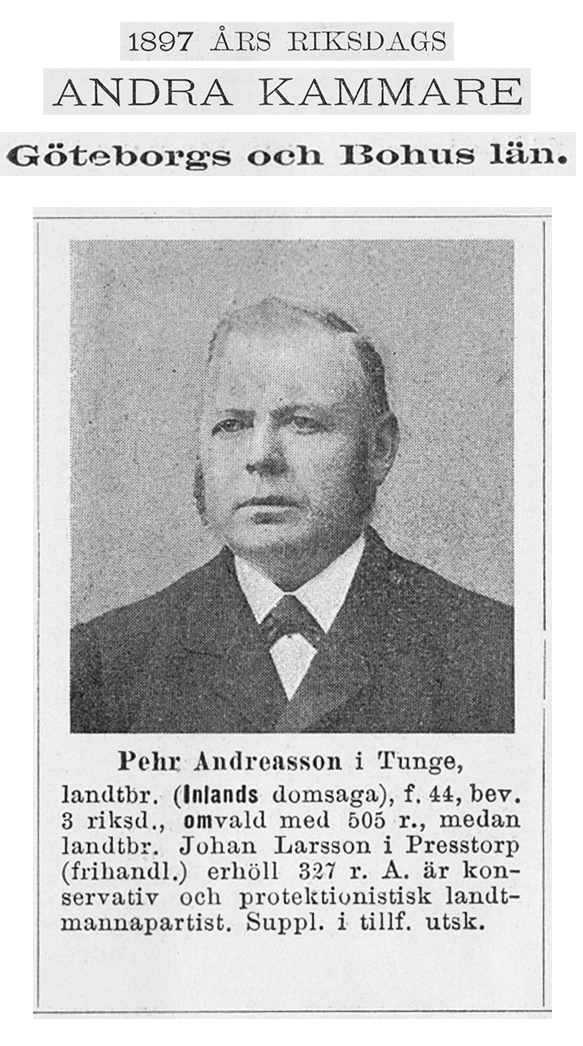
1897 års riksdag